# IPhone 7
iPhone 7 і iPhone 7 Plus — смартфони із серії iPhone, розроблені компанією Apple, які працюють на IOS 10. Вперше представлено 7 вересня 2016 року о 20.00 за київським часом. Смартфон є наступником IPhone 6S і десятим поколінням iPhone.
З 21 жовтня 2016 року офіційно продається в Україні. Ціна від 250$ до 650$ в залежності від моделі.

## Історія

### До анонсу
Через багаторазові витоки інформації, ще до офіційної презентації був відомий зовнішній вигляд iPhone 7, технічні характеристики, а також дата початку продажів — початок вересня.

### Анонс
Анонс смартфона відбувся 7 вересня 2016 року в Bill Graham Civic Auditorium в Сан-Франциско. Також на презентації було представлено новий годинник Apple Watch.

## Характеристики смартфону

### Зовнішній вигляд
Екран виконаний зі скла. Корпус смартфонів виконана з металу (алюмінію).
Смартфони отримали захист від пилу і вологи по стандарту IP67.
Знизу знаходяться роз'єм Lightning, динамік та стилізований під динамік мікрофон. З лівого боку знаходяться кнопки регулювання гучності та перемикач режиму звуку. З правого боку знаходяться кнопка блокування смартфону та слот під 1 SIM-картку.
iPhone 7 та 7 Plus стали першими смартфонами Apple, що позбулися 3.5мм Аудіо-роз'єму.
В Україні iPhone 7 та iPhone 7 Plus продавалися в 6 кольорах: Jet Black (полірований металевий корпус), чорному, срібному, золотому, Rose Gold та Product Red.

### Апаратне забезпечення
Смартфон працює на базі 64-бітного чотириядерного процесора Apple A10 Fusion, що працює з тактовою частотою 1,8 ГГц. Графічний процесор — 6-ядерний. Оперативна пам'ять — 2 Гб для 7, а для 7 Plus — 3Гб, вбудована пам'ять у 7 і 7 Plus — 32/128/256 Гб (слот розширення пам'яті відсутній). Апарат 7 оснащений 4,7-дюймовим (11,94 см відповідно) екраном із розширенням 750 x 1334 пікселів, тобто з щільністю пікселів 326 (ppi), а 7 Plus 5,5-дюймовим (13,97 см відповідно) екраном із розширенням 1080 x 1920 пікселів, тобто із щільністю пікселів 401 (ppi). Усі екрани виконані за технологією IPS LCD. В усі апарати вбудовано 12-мегапіксельну основну камеру, яка може знімати 4К-відео (2160p) із частотою 30 кадрів на секунду і 1080p із частотою 60 і 120 кадрів на секунду, а також 720p із частотою 240 кадрів на секунду. Апарат оснащено фронтальною 7-мегапіксельною камерою (1080p, 30 кадрів за секунду і 720p, 240 кадрів на секунду). Дані передаються бездротовими модулями Wi-Fi (802.11a/b/g/n/ac), Bluetooth 4.2. Підтримує мобільні мережі 2, 3 і 4 покоління, вбудована антена стандарту GPS + GLONASS. Всі апарати працюють від Li-Ion акумулятора, що може працювати у режимі очікування 240 годин, або ж 10 днів у версії 7, 384 години, або ж 16 днів у версії 7 Plus, у режимі розмови — 14 годин і 21 годину відповідно, і важить 138 і 188 грамів. У клавішу Додому встановлено сканер відбитків пальців — Touch ID.

### Програмне забезпечення
Смартфон постачається із встановленою операційною системою власного виробництва Apple — iOS 10. Є можливість оновлення до iOS 15.7.

## Хронологія моделей iPhone
| Хронологія моделей iPhone                   |
| ------------------------------------------- |
| Див. також: Хронологія продуктів Apple Inc. |

Джерело: Apple Newsroom Archive